# Kórnik-Bibliothek
Die Kórnik Bibliothek (poln. Biblioteka Kórnicka) ist eine der bedeutendsten Bibliotheken Polens, gegründet im Jahre 1826 durch Tytus Działyński im Schloss Kórnik. Sie ist gegenwärtig auch eine der fünf größten Bibliotheken des Landes und verfügt über einen Bestand von 400.000 Exponaten (darunter 30.000 Bücher, die älter als 150 Jahre sind) und 14.000 Manuskripte (darunter welche von Adam Mickiewicz und Juliusz Słowacki). 